# ماكاروف
48°38′00″N 142°48′00″E / 48.6333°N 142.8°E
ماكاروف (الروسية: Макаров) هي إحدى مدن روسيا في الكيان الفدرالي الروسي ساخالين أوبلاست.
تقع على الساحل الشرقي لجزيرة سخالين 235 كيلومترا إلى الشمال من مدينة يوجنو ساخالينسك. عدد السكان 6701 نسمة (2009) .

## التاريخ

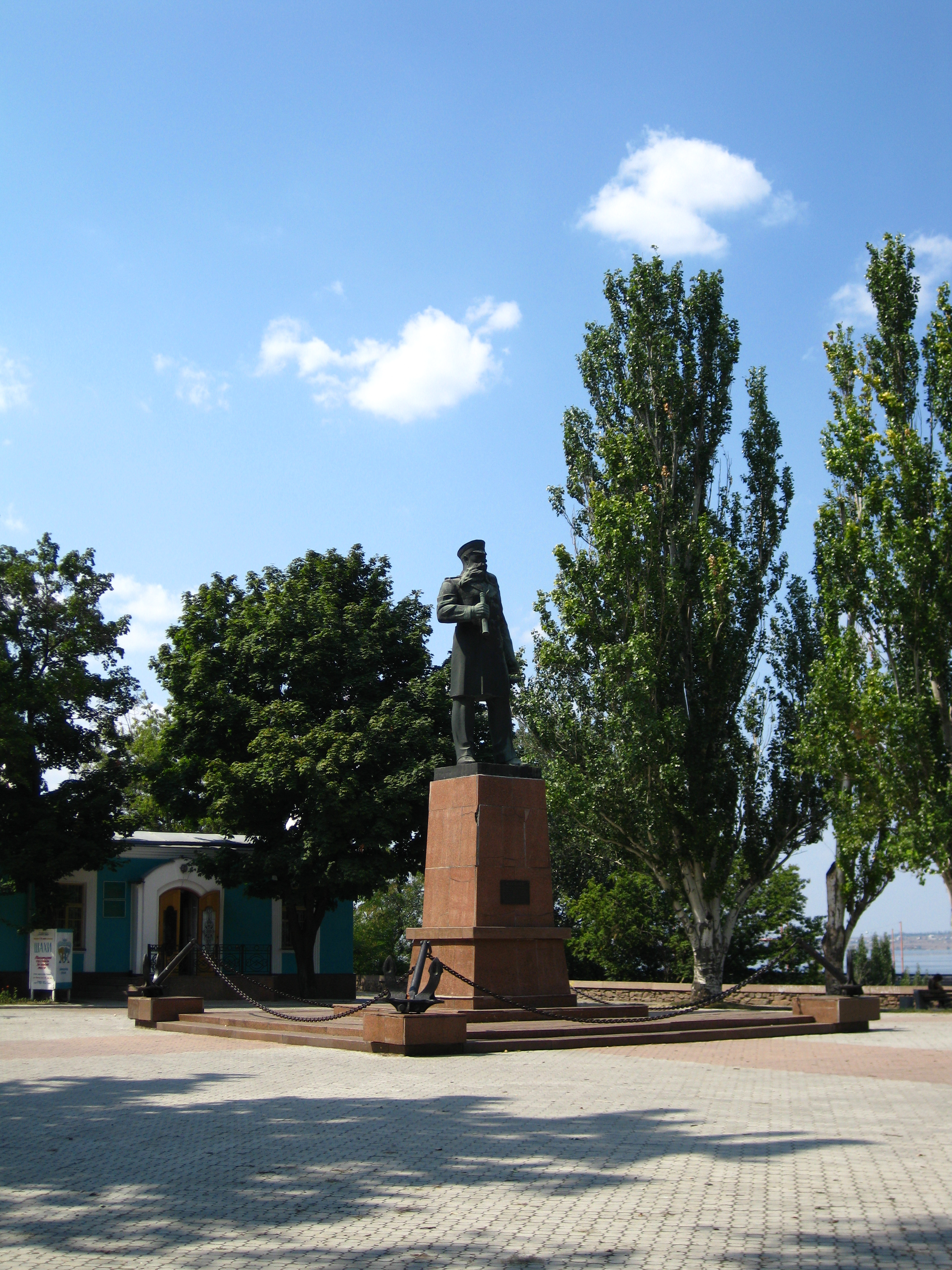
نصب تذكاري للأدميرال ماركو ستيبان في السحة الرئيسية للمدينة

تأسست بلدة مكارو في عام 1892. عندما كانت تتبع لليابان وكانت تسمى شيروتورو (باليابانية Shirutoru (知取町) عندما كان الجزء الجنوبي من جزيرة سخالين ينتمي إلى اليابان، حتى عام 1905-1945 عادت لسيطرة الروسية على الجزيرة وسُمّيت بعدها ماركوف تيمنا بالأدميرال الروسي ماركوف ستيبان .